# Горы Джайнтия (округ)
Горы Джайнтия (англ. Jaintia Hills) — округ в индийском штате Мегхалая. Образован 22 февраля 1972 года. Административный центр — город Джовай. Площадь округа — 3819 км². По данным всеиндийской переписи 2001 года население округа составляло 299 108 человек. Уровень грамотности взрослого населения составлял 51,9 %, что ниже среднеиндийского уровня (59,5 %). Доля городского населения составляла 8,4 %.